# Лавінія Мілошовіч
Лавінія Мілошовічі  (рум. Lavinia Miloşovici, 21 жовтня 1976) — румунська гімнастка, олімпійська чемпіонка.

## Виступи на Олімпіадах
| Олімпіада      | Дисципліна        | Місце             |
| -------------- | ----------------- | ----------------- |
| Барселона 1992 | абсолютний залік  | 3                 |
| Барселона 1992 | командний залік   | 2                 |
| Барселона 1992 | вільні врави      | 1                 |
| Барселона 1992 | опорний стрибок   | 1T                |
| Барселона 1992 | різновисокі бруси | 4T                |
| Барселона 1992 | колода            | 8                 |
| Атланта 1996   | абсолютний залік  | 3T                |
| Атланта 1996   | командний залік   | 3                 |
| Атланта 1996   | вільні врави      | 12 (кваліфікація) |
| Атланта 1996   | опорний стрибок   | 3 (кваліфікація)  |
| Атланта 1996   | різновисокі бруси | 8                 |
| Атланта 1996   | колода            | 8 (кваліфікація)  |